# Aror
Aror (em sindi: اروهڙ), Alor ou Arorcote (اروهڙ ڪوٽ) é o nome medieval da cidade de Rori (em Sinde, no atual Paquistão). Aror serviu durante algum tempo como capital de Sinde. Os árabes usaram as palavras Alrur (Al-ru(h)r) e Alror (Al Ror) para descrever Aror.

## História
Aror é a cidade ancestral da casta arora. Segundo o Bavixia Purana, Paraxurama atacou xátrias, mas depois encontrou-se com um que recusou-se a se opor aos brâmanes. Isso fez Paraxurama respeitá-lo e como resultado pediu para este xátria se assentar em Sinde, em Aror; seus descendentes foram nomeados em homenagem a esse lugar. Aror era a antiga capital de Sinde, originalmente governada pela dinastia Ror, que foi seguida pela dinastia Rai e então a brâmane; a atual Rori está perto de Sucur. Em 711, Aror foi tomada pelo general muçulmano Maomé ibne Cacim. Em 962, foi vítima de um massivo terremoto que mudou o curso do rio Indo.